# Сунш, Магомет-Гирей Муссаевич
Магомет-Гирей Муссаевич Сунш (Суншев, Суюнчев) (1883, Черек, Нальчикский округ, Терская область, Российская империя — 1960, Париж) — балкарский общественно-политический и эмигрантский деятель, участник прометеевского движения, таубий.

## Биография
Родился 1883 году. В 1912 году был избран членом горского суда в Нальчике.
После Февральской революции 1917 года стал членом Кабардино-Балкарского национального совета, был избран членом продовольственной управы в Нальчике.
В 1920 году после установления Советской власти в Кабардино-Балкарии эмигрировал в Грузинскую демократическую республику, затем вернулся на Северный Кавказ и стал одним из руководителей антибольшевистского восстания в Карачае в 1920—1921 годах. 
После подавления восстания стал эмигрантом, жил сначала в Турции, затем во Франции — в Париже. Был членом центрального комитета Народной партии горцев Кавказа. В числе прочих представителей эмигрантских организаций в 1934 году в Брюсселе подписал Пакт кавказской конфедерации, в 1935 году вошёл в Совет конфедерации Кавказа.
После Второй мировой войны вновь перебрался в Турцию, где в 1952 году стал членом северокавказского  благотворительного общества.
Похоронен на кладбище Сент-Женевьев-де-Буа под Парижем.

## Галерея

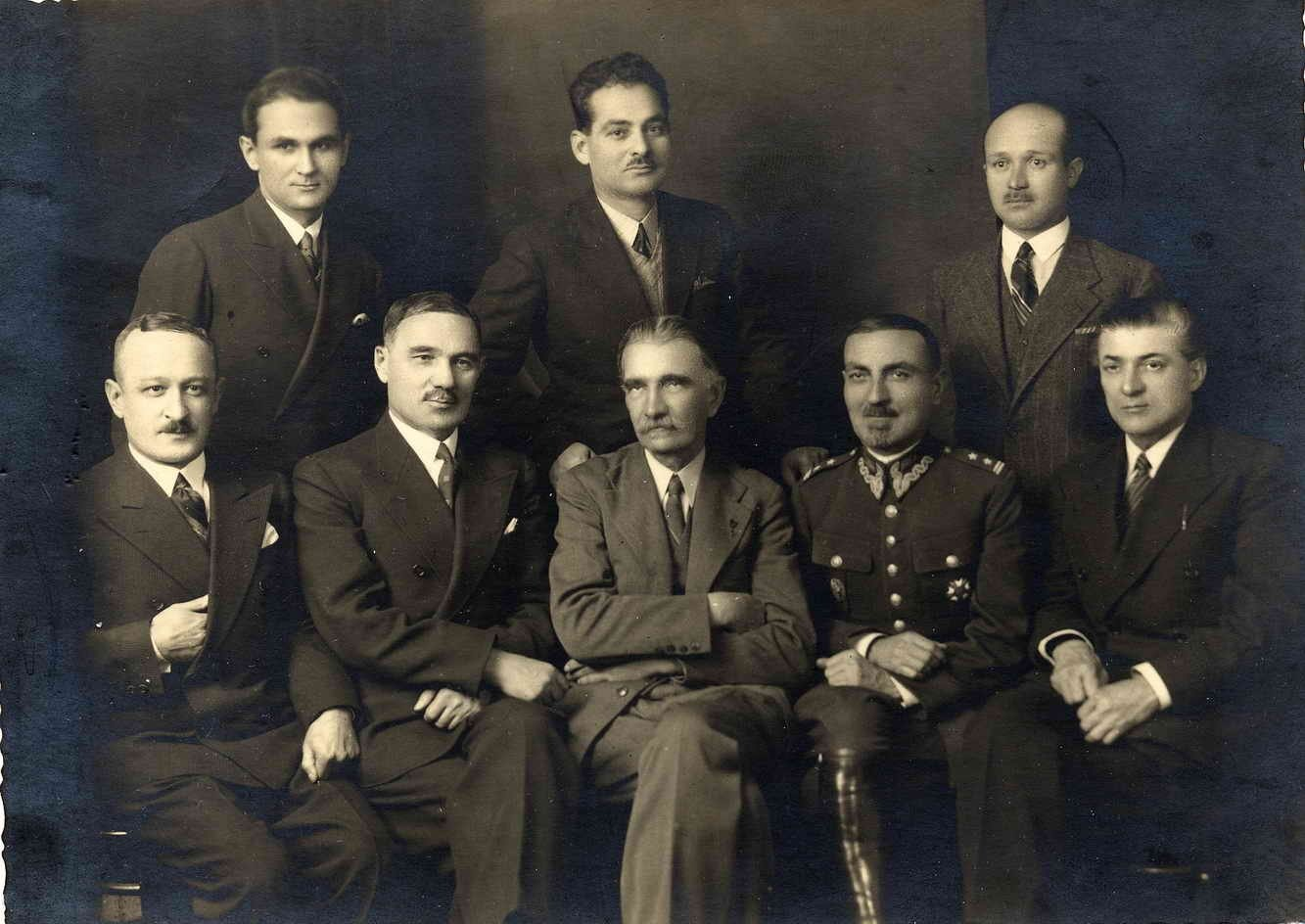
Члены Народной партии горцев Кавказа в Варшаве, 1933 г. Стоят (слева): Бало Билатти[пол.], Барасби Байтуган[пол.], Ахмет Жанбек Хавжоко Сидят (слева): Магомет Чукуа, Магомет-Гирей Сунш, польский сенатор Станислав Седлецкий[пол.], полковник Багауддин Хурш, Ибрагим Чулик
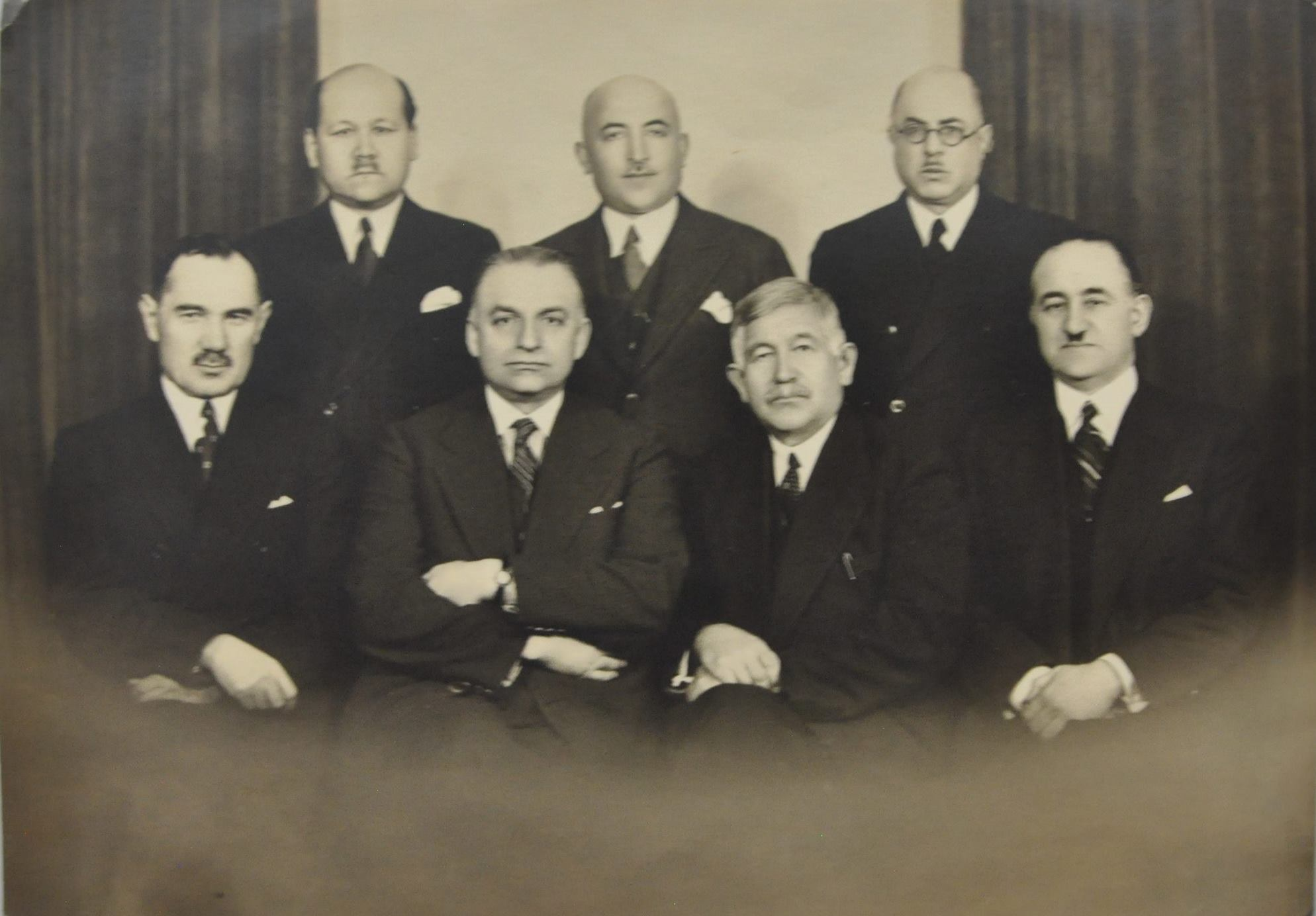
Лидеры политэмиграции тюркских и кавказских народов в Польше Сидят (слева): Магомет-Гирей Сунш, Джафер Сейдамет Кырымер, Гаяз Исхаки, Мамед Эмин Расулзаде Стоят (слева): Мустафа Шокай, Мустафа Векилли, Таусултан Шакман